# Hilda Hayward
Hilda Hayward (ur. 1898 w Takapuna, zm. 1970) – nowozelandzka pionierka kina. Pierwsza znana nowozelandzka operatorka filmowa.
Jej mężem był reżyser Rudall Hayward, nazywany „dziadkiem nowozelandzkiego kina”. Wkład Hildy w jego twórczość, długo nieznany i nierozpoznany, był duży: obejmował uczestnictwo w produkcji i zarządzaniu planem, wybór scenografii i projektowanie kostiumów, wkład w montaż, rekrutowanie lokalnych talentów oraz organizację projekcji. W sumie brała udział w powstaniu 28 filmów.

## Życiorys
Urodziła się w 1898 r. w Takapuna jako córka inżyniera i nauczycielki muzyki. Ojca straciła wcześnie – utonął, kiedy była dzieckiem. W 1923 r. wyszła za początkującego twórcę filmowego Rudalla Haywarda. Rok później parze urodziła się córka Philippa. 
Hilda Hayward od początku włączyła się w pracę męża. Nauczyła się montażu filmowego. Zaczęła też zarządzać finansami, wyszukiwać utalentowanych aktorów, dbać o makijaż, kostiumy i scenografię, organizowała promocję filmu. Umiała też wyszukiwać dobre lokacje, korzystając ze swojego talentu fotograficznego. 
W 1927 r. zagrała małą rolę w stworzonym wspólnie z mężem filmie A Takapuna Scandal. Zajmowała się też montażem reżyserowanych przez męża filmów, m.in. Rewi’s Last Stand, The Te Kooti Trail oraz The Bush Cinderella.  
Jest też pierwszą znaną nowozelandzką kobietą-operatorką filmową – w 1932 r. na telefoniczną prośbę męża sfilmowała zamieszki w Auckland (nie jest wykluczone, że wcześniej również stawała za kamerą). 
Haywardowie rozstali się po tym, jak w 1937 Rudall zakochał się w dużo młodszej od siebie aktorce Ramai Te Miha (później Ramai Hayward). Hilda nie brała więcej udziału w produkcji filmów. Zajęła się zarządzaniem kinem w Avondale, które otrzymała w ramach umowy rozwodowej. Nigdy nie pogodziła się z rozstaniem, a związany z nim stres przyczynił się, w opinii rodziny, do kłopotów zdrowotnych. Zmarła w 1970 r.
Udział Hildy Hayward w powstaniu filmów męża i jej znaczenie dla kina przez lata nie doczekało się uznania. Również dlatego, że jej mąż w następujących po rozstaniu wywiadach pomijał rolę żony w swojej twórczości.